# اريك جي. فوربس
اريك جي. فوربس (بالإنجليزية: Eric Forbes)‏ هو عالم فلك أمريكي، ولد في 1933، وتوفي في 1984.